# Bhargavi
Bhargavi és un riu d'Orissa que forma part del sistema distributari anomenat Mahanadi-Koyakhai. El riu sorgeix del Koyakhai prop de sardaipur, i corre al sud fins a uns 10 o 12 km de la costa quan gira a l'oest i desaigua al llac Chilka.